# Saltus
Saltus – polski zespół pagan/black/deathmetalowy, założony w 1997 w Warszawie jako Dark Forest przez gitarzystę Wojnara. W 1999 ukazał się pierwszy pełny album grupy, zawierający 9 utworów – Słowiańska Duma. Dwa utwory z tej płyty znalazły się na składance Hail Pagan Europe, wydanym przez Strong Survive Records. Następnie zespół skoncentrował się na koncertach. Ostatni jak dotąd (stan na luty 2011) pełny album, Triumf, ukazał się w 2009 roku.

## Muzycy
| Obecny skład zespołu - Tomasz „Sagath” Jankowski - gitara, śpiew - Bithorn - gitara basowa (od 1997) - Przemysław „Imp” Moszczyński - perkusja Muzycy sesyjni - Maciej „Cukier” Sychowicz - śpiew (2001) - Jacek Melnicki - instrumenty klawiszowe (1999) |  | Byli członkowie - Faun - śpiew - Grzegorz „Greg” Ostrowski - śpiew - Wojnar - gitara, instrumenty klawiszowe - Przemysław „Sokaris” Winiarczyk - gitara - Aldaron - gitara basowa - Dariusz „Hellrizer” Zaborowski - perkusja - Sławomir „Mortifer” Archangielski (zmarły) – gitara (2005-2013) |

## Dyskografia
Albumy
- Słowiańska duma (1999, Nawia Productions)
- Imperium słońca (2005, Eastside Records)
- Triumf (2009, Eastside Records)

EP
- Jedność (2015, Eastside Records)
- Opowieści z przeszłości (2017, Battle Hymn Production)

Splity
- Hail Pagan Europe (2001, split z Ohtar, Gontyna Kry, Kataxu, Selbstmord)
- Symbols of Forefathers / In Blacksmith of Hate (2002, Strong Survive Records, split z Legacy of Blood)
- Nowa era (2010, Old Temple Records, split z Abusiveness)
- Dziady w Kozim Grodzie (2012, Eastside Records, split z Abusiveness, North, Biały Viteź)

Kompilacje
- Symbols of Forefathers / Inexploratus Saltus (2006, Morbid Winter Records)

Dema
- Inexploratus Saltus (1997, wydanie własne)
- Symbole Przodków (2001, wydanie własne)
- Promo '02 (2002, wydanie własne)